# 高家岭乡
高家岭乡是中国陕西省汉中市南郑区一个已撤销的乡镇。乡政府驻地——茶房寺。2011年，汉中市人民政府向陕西省人民政府申请，将南郑县的高家岭乡，整建制并入牟家坝镇。时下辖11个村，面积33.75平方公里，总人口11406人。

## 行政区划
高家岭乡下辖以下行政区：
茶房寺村、郑家沟村、马鞍山村、红门垭村、溜沙坡村、鼓锣坪村、打鼓庙村、台盘寺村、朱家河村、新窖村、祖师店村